# Hubei (sockenhuvudort i Kina, Shanxi Sheng, lat 39,00, long 112,01)
Hubei är en sockenhuvudort i Kina. Den ligger i provinsen Shanxi, i den norra delen av landet, omkring 130 kilometer norr om provinshuvudstaden Taiyuan. Antalet invånare är 5 890. Befolkningen består av 2 634 kvinnor och 3 256 män. Barn under 15 år utgör 15,0 %, vuxna 15-64 år 74 %, och äldre över 65 år 9,0 %.
Runt Hubei är det ganska tätbefolkat, med 83 invånare per kvadratkilometer. Närmaste större samhälle är Donghu, 13,7 km nordost om Hubei. Trakten runt Hubei består i huvudsak av gräsmarker.
Genomsnittlig årsnederbörd är 613 millimeter. Den regnigaste månaden är juli, med i genomsnitt 191 mm nederbörd, och den torraste är januari, med 2 mm nederbörd.